# Dermapteromyces arimae
Dermapteromyces arimae är en svampart som beskrevs av Thaxt. 1931. Dermapteromyces arimae ingår i släktet Dermapteromyces och familjen Laboulbeniaceae.   Inga underarter finns listade i Catalogue of Life.